# Lotte Linnet
Lotte Linnet (født 1953) er en dansk maler.
Hun har tidligere arbejdet som designmanager hos papirfabrikken Lambi i Norden, men har siden 1993 været fuldtidskunster.
Lotte Linnet bor i Århus, hvor hun også har sit galleri.